# راوند میپل
راوند میپل دهکده‌ای در ادوارداستون، سافک، بریتانیا می‌باشد. این دهکده شامل ۴ ساختمان مشهور می‌باشد که از طرف دولت محافظت میشوند: فلاشینگ، سیزنز، خانه رعیتی کویکس و کاه کوچک و کلبه هیت‌وی.